# 石川県立能楽堂

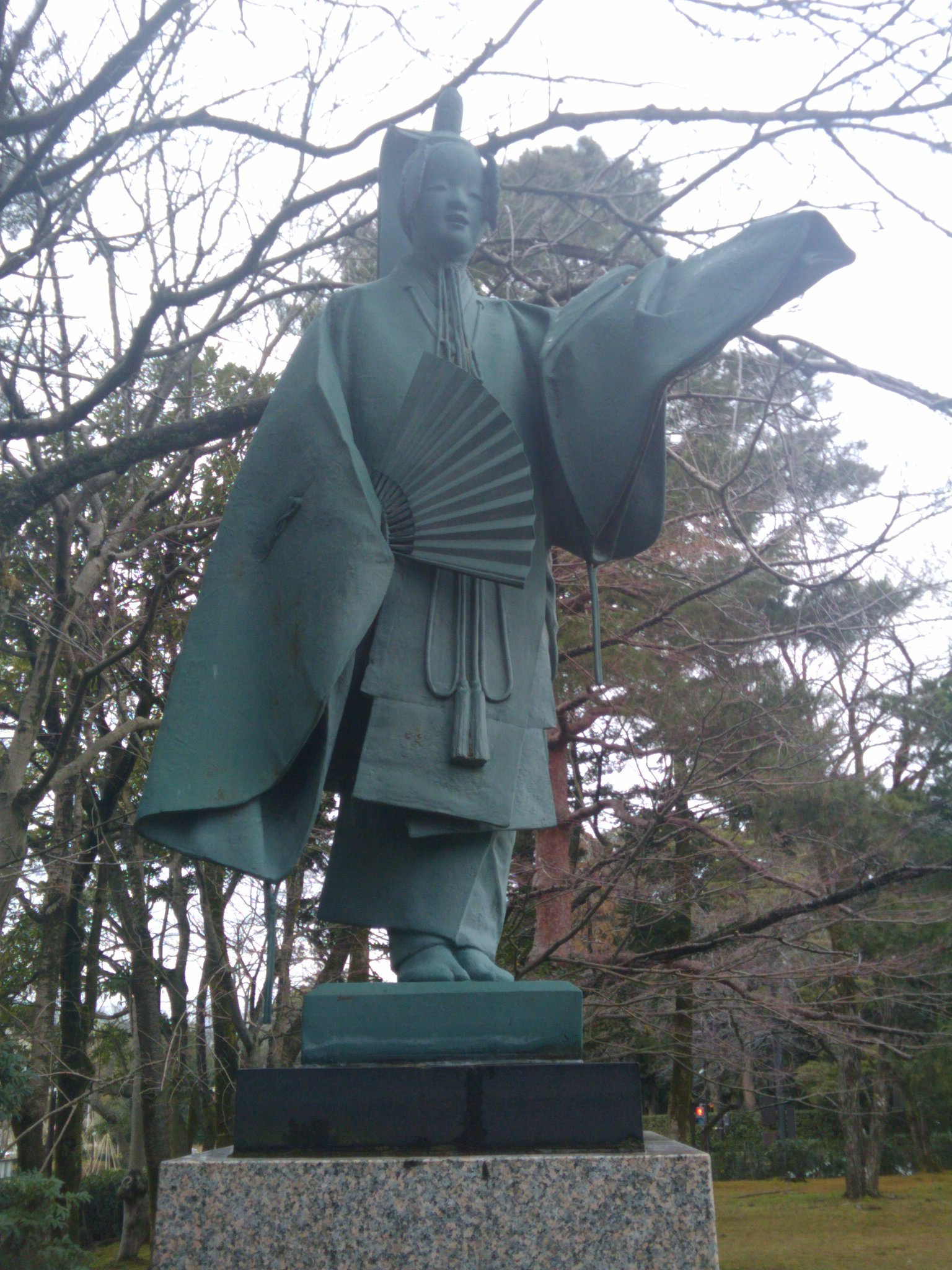
前庭に立つ謡曲「杜若（かきつばた）」の像

石川県立能楽堂（いしかわけんりつのうがくどう）は、石川県金沢市石引にある能楽堂である。

## 概要
石川県が能楽や邦楽などの伝統的な芸術文化の保存と県民文化の振興に資することを目的として設置・運営する施設である。1972年（昭和47年）に、全国で初めての独立した公立能楽堂として開館した。周囲は兼六園や本多の森公園などの緑に囲まれ、多くの文化施設に隣接している。8月を除き毎月定例能と呼ばれる催しが開かれ、能、狂言、仕舞が上演される。

## 能舞台
本館1階の能舞台は、入母屋造の破風のついた檜皮葺屋根で、西本願寺の国宝北能舞台を模したものとされる。1932年（昭和7年）に建てられた金沢能楽堂の本舞台を石川県が譲り受け、移築したものである。

## 沿革
- 1932年（昭和7年） - 金沢能楽堂完成（金沢市広坂通）
- 1972年（昭和47年） - 石川県立能楽文化会館完成（現在地）
- 1986年（昭和61年） - 石川県立能楽堂に改称

## 周辺施設
- 兼六園
- 本多の森公園
- 国立工芸館
- 石川県立美術館
- 石川県立歴史博物館
- 石川県立伝統産業工芸館
- 成巽閣
- 本多の森北電ホール
- 石川護国神社
- 金沢神社

## 交通アクセス
- 金沢駅からバスで20分「出羽町」または「成巽閣前」バス停下車
- 金沢ふらっとバス（菊川ルート）「県立美術館」バス停下車